# ماريو ميلشيوت
ماريو ميلشيوت (Mario Melchiot) ، من مواليد 4 نوفمبر 1976 في أمستردام في هولندا ، لاعب كرة قدم هولندي.
يلعب مع نادي ويغان أثلتك الإنجليزي منذ عام 2007.
بدأ باللعب مع منتخب هولندا لكرة القدم في عام 2000.

## مسيرته الكروية
لعب ماريو ميلشيوت خلال مسيرته الاحترافية مع 6 أندية في خمسة عشر موسمًا وسجل خلالها 9 أهداف ضمن 405 مباراة. حيث فاز في ثلاثة مواسم بالكأس وفي موسم واحد بالدوري.
خاض ماريو ميلشيوت مسيرته مع نادي أياكس أمستردام في موسم 1996–97 واستمر معه طيلة ثلاثة مواسم، مشاركًا في 73 مباراة سجل خلالها هدفًا واحدًا. ثم انتقل إلى نادي تشيلسي في موسم 1999–00 ليلعب معه خمسة مواسم، حيث شارك في 129 مباراة سجل خلالها 4 أهداف. لينتقل بعدها إلى نادي برمنغهام سيتي في موسم 2004–05 ولمدة موسمين، مشاركًا في 56 مباراة سجل خلالها هدفين. ثم انتقل إلى نادي ستاد رين في موسم 2006–07 لمدة موسم واحد، مشاركًا في 30 مباراة سجل خلالها هدفين أيضًا. هذا وانتقل لاحقًا إلى نادي ويغان أتلتيك في موسم 2007–08 واستمر معه طيلة ثلاثة مواسم، مشاركًا في 97 مباراة ولم يسجل أي هدف. ثم انتقل بعدها إلى نادي أم صلال في موسم 2010–11 لمدة موسم واحد، مشاركًا في 20 مباراة ولم يسجل أي هدف أيضًا.

## روابط خارجية
- ماريو ميلشيوت على موقع IMDb (الإنجليزية)

- ماريو ميلشيوت على موقع الاتحاد الدولي (مؤرشف)  (الإنجليزية)
- ماريو ميلشيوت على موقع الاتحاد الأوربي (الإنجليزية)
- ماريو ميلشيوت على موقع قاعدة بيانات كرة القدم.إي يو (الإنجليزية)
- ماريو ميلشيوت على موقع ليكيب (الفرنسية)
- ماريو ميلشيوت على موقع ناشيونال فوتبول تيمز (الإنجليزية)
- ماريو ميلشيوت على موقع Soccerbase.com (لاعب) (الإنجليزية)
- ماريو ميلشيوت على موقع عالم كرة القدم.نت (الإنجليزية)
- ماريو ميلشيوت على موقع كووورة